# Aplonis atrifusca
Aplonis atrifusca е вид птица от семейство Скорецови (Sturnidae).

## Разпространение
Видът е разпространен в Американска Самоа и Самоа.